# Strømsø/Danvik
Strømsø/Danvik er en administrativ bydel i Drammen (Buskerud). Bydelen består hovedsagelig af bydelsområderne Strømsø og Danvik og har 6.836 indbyggere (2005).
|  | Denne artikel kan blive bedre, hvis der indsættes geografiske koordinater Denne artikel omhandler et emne, som har en geografisk lokation. Du kan hjælpe ved at indsætte koordinater i wikidata. |